# Topoisomerase
A topoisomerase ou DNA topoisomerase é uma enzima que desempenha importante papel nos processos de replicação e empacotamento de DNA. Seria uma nuclease reversível. Ela catalisa uma quebra nas moléculas de DNA, mas usa ligações covalentes para segurar as moléculas de DNA que foram quebradas. Essa enzima controla o superenrolamento da molécula de DNA. Ela é assim denominada porque altera o estado topológico (número de ligação) do DNA circular, mas não a sua estrutura covalente
O funcionamento biológico normal do DNA ocorre somente se ele estiver no estado topológico adequado. Em processos biológicos básicos como a transcrição de RNA e a replicação de DNA, o reconhecimento de uma sequência de bases exige a separação local de fitas polinucleotídicas complementares. O superenrolamento negativo de DNAs de ocorrência natural resulta em uma tensão de torção que dupla-hélice. Se o DNA não possui a tensão super-helicoidal adequada, os processos vitais ocorrem de forma muito lenta ou até mesmo podem deixar de ocorrer.

## Número de ligação e superenrolamento
O número de ligação é uma propriedade topológica de DNA de cadeia dupla porque ele não varia quando o DNA é dobrado ou deformado, desde que ambas as cadeias de DNA permaneçam intactas. Se pensarmos em uma molécula de DNA dupla-fita, a observação de uma das cadeias circulares pelo contorno de uma superfície (por exemplo e ilustrativamente, uma das suas cadeias apresentada de forma não torcida), o número de ligação pode ser definido como o número de vezes que a segunda cadeia atravessa essa superfície. O número de ligação de um DNA circular fechado é sempre um número inteiro.
Por convenção, se as conexões entre as duas cadeias de DNA estiverem arranjadas de tal maneira que as cadeias se enrolem em uma hélice voltada para a direita, o número de ligação é positivo, e se as duas cadeias se enrolarem em uma hélice voltada para a esquerda, o número de ligação é negativo. Números de ligação negativos, para todos os efeitos práticos, não são encontrados no DNA.
Expandindo-se essas ideias para um DNA circular fechado com 2.100 pares de base (pb). Quando a molécula estiver relaxada, o número de ligação é simplesmente o número de pares de bases dividido pelo número de pares de bases por volta, que é próximo de 10,5. Para uma molécula de DNA circular ter uma propriedade topológica com esse número de ligação, nenhuma das cadeias deve ter quebra. Se houver uma quebra em alguma das cadeias, as cadeias podem, em princípio, se desenrolarem e se separarem completamente. Nesse caso, não há ligação topológica, e Lk é indefinido. Agora é possível descrever o subenrolamento do DNA em termos de mudança no número de ligação. O número de ligação no DNA relaxado (Lk0) é usado como referência. Em uma molécula em que, por exemplo, Lk0 = 200, se duas voltas dessa molécula forem removidas, Lk=198. A mudança pode ser descrita pela equação:
ΔLk = Lk - Lk0 = 198 - 200 = 2.
Geralmente é conveniente expressar a mudança no número de ligação em termos de uma grandeza que seja independente do comprimento da molécula de DNA. Essa quantidade, denominada diferença de ligação específica (σ) ou densidade de super-hélice, é uma medida do número de voltas removidas em relação ao número existente no DNA relaxado:
σ= ΔLk/Lk0
No exemplo descrito, σ= -0,01, indicando que 1% (2 de 200) das voltas da hélice presentes no DNA (na sua forma B) foi removido. O grau de subenrolamento do DNA celular geralmente fica entre 5 e 7%, isto é, σ = -0,05 a -0,07
O sinal negativo indica que a mudança no número de ligação é causada por um subenrolamento no DNA. A supertorção induzida por supenrolamento é, assim, definida como uma supertorção negativa. Do mesmo modo, sob certas condições, o DNA pode ser superenrolado, resultando em uma supertorção positiva. Observe que o lado para o qual o eixo da hélice de DNA gira quando o DNA está subenrolado (supertorção negativa) é a imagem especular do lado para o qual o DNA gira quando está superenrolado (supertorção positiva). A supertorção não é um processo aleatório. A via da supertorção é descrita em grande parte pela força que a torção exerce sobre o DNA ao diminuir ou aumentar o número de ligação em relação ao B-DNA.

## Classificação das enzimas Topoisomerase
Cada célula tem enzimas cuja única função é desenrolar e/ou relaxar o DNA. As enzimas que aumentam ou diminuem o grau de subenrolamento do DNA são as topoisomerases, e a propriedade que elas modificam no DNA é o número de ligação. Essas enzimas desempenham um papel muito importante em processos como a replicação e a compactação do DNA.
Existem duas classes de topoisomerases:
1.As topoisomerases do tipo 1, a primeira das quais foi descoberta por James Wang em 1971, atuam criando quebras de fita simples transitórias no DNA. As enzimas do tipo I são subclassificadas em topoisomerases dos tipos IA, IB e IC, com base em suas sequências de aminoácidos e mecanismos de reação. Topoisomerases do tipo I são indicadas por algarismos romanos ímpares (p. ex., topoisomerases I, III, etc.).
2.As topoisomerases do tipo II, a primeira das quais foi descoberta por Martin Gellert em 1976, atuam fazendo quebras transitórias de fita dupla no DNA, acompanhadas da hidrólise de ATP em ADP + Pi. Enzimas do tipo II são subclassificadas em topoisomerases dos tipos IIA e IIB com base em suas sequências de aminoácidos. Topoisomerases do tipo II são indicadas por algarismos romanos pares (p. ex., topoisomerases II, IV, etc.).
Os efeitos dessas enzimas podem ser demonstrados por meio de eletroforese em géis de agarose. Uma população de DNA de plasmídeos idênticos com o mesmo número de ligação migra como uma banda discreta durante a eletroforese.

## Distribuição dos tipos de topoisomerases entre procariotos e eucariotos
E. coli tem ao menos quatro topoisomerases diferentes (I a IV). As do tipo I (topoisomerases I e III) geralmente relaxam o DNA por remoção de supertorções negativas (aumentando Lk). Uma enzima bacteriana do tipo II, denominada topoisomerase II ou DNA-girase, pode introduzir supertorções negativas (diminuindo Lk). Para isso, ela utiliza a energia do ATP.  Para alterar o número de ligação do DNA, as topoisomerases do tipo II clivam as duas cadeias da molécula de DNA e passam outro duplex pela quebra. O grau de supertorção do DNA bacteriano é mantido pela regulação da atividade das topoisomerases I e II.
As células eucarióticas também têm topoisomerases do tipo I e do tipo II. As enzimas do tipo I são as topoisomerases I e III. Nos vertebrados, a única enzima do tipo II tem duas isoformas, denominadas IIa e IIb. A maioria das enzimas do tipo II, incluindo a DNA-girase de arqueias, é aparentada, definindo a família denominada tipo IIA.
Arqueias também têm uma enzima incomum, a topoisomerase VI, que sozinha define a família do tipo IIB. 
As topoisomerases do tipo II de eucariotos não conseguem desenrolar o DNA (introduzir supertorções negativas), mas podem relaxar tanto supertorções negativas quanto positivas.
As topoisomerases desempenham um papel fundamental em todos os aspectos do metabolismo do DNA. Consequentemente, elas são alvos importantes de fármacos no tratamento de infecções bacterianas e câncer.